# ヘルマン・バルク
ゲオルク・オットー・ヘルマン・バルク（Georg Otto Hermann Balck, 1893年12月7日 - 1982年11月29日）は、ドイツの軍人。最終階級はドイツ国防軍装甲兵大将。

## 経歴
ドイツ帝国のダンツィヒに生まれる。1913年にプロイセン軍に入営し、第一次世界大戦には少尉として従軍。1922年にヴァイマル共和国軍に少尉として採用され、第18騎兵連隊に配属された。1924年5月に大尉に昇進し、参謀将校養成課程を受ける。
第二次世界大戦勃発時は中佐で、陸軍総司令部の書類係だった。西方電撃戦に猟兵連隊長として参加し、騎士鉄十字章を受章。その後陸軍総司令部に戻ったが、1942年夏に少将に昇進し、東部戦線にある第11装甲師団長に任命された。その後前線での活躍により異例に急速な昇進を遂げ、柏葉剣ダイヤモンド付騎士鉄十字章を受章することになる。1943年末には装甲兵大将に昇進し、剣付騎士鉄十字章を受章して軍団長に就任。1944年8月には第4装甲軍司令官に任命され、9月には西部戦線のG軍集団司令官に転じた。しかしジョージ・パットン率いるアメリカ軍の進撃を止められなかったため、12月に解任され前任者のヨハネス・ブラスコヴィッツがG軍集団司令官に復帰した。東部戦線に異動となったバルクはハンガリーにある第6軍司令官に転じて敗戦を迎えた。1945年から1947年までアメリカ軍の捕虜となった。
戦後は農場で働いていたが、1948年に逮捕され、シュトゥットガルトの裁判所で懲役3年の判決を受けた。これは1944年11月に、地下壕で泥酔して自分の砲側を離れていた中佐を、軍法会議なしで銃殺刑に処した罪状によるものであった。バルクは18ヶ月間獄中にあった。この間の1950年にパリの軍事法廷はバルク本人が獄中にいて欠席のまま、ヴォージュ山脈にある町ジェラルメールを破壊した罪で懲役20年の判決を下した。エーバーバッハ近郊で死去し、墓はオスナブリュックにある。

## 著書
- Hermann Balck: Ordnung im Chaos / Erinnerungen 1893 - 1948. Biblio, Osnabrück 1981. ISBN 3764811765.